# アルトナ (映画)
『アルトナ』（原題：I sequestrati di Altona, 英題：The Condemned of Altona）は1962年のイタリア・フランスの合作による歴史映画。ヴィットリオ・デ・シーカ監督の作品で、出演はソフィア・ローレンなど。ジャン＝ポール・サルトルの戯曲『アルトナの幽閉者』の映画化。

## キャスト
※括弧内は日本語吹替（放送日：1974年10月29日 TVK）
- ヨハンナ：ソフィア・ローレン（谷育子）
- フランツ：マクシミリアン・シェル（仲村秀生）
- ゲルラッハ：フレデリック・マーチ（早野寿郎）
- ウェルナー：ロバート・ワグナー
- レーニ：フランソワーズ・プレヴォー（山田早苗）
  - 日本語吹替その他：津嘉山正種

## スタッフ
- 監督：ヴィットリオ・デ・シーカ
- 製作：カルロ・ポンティ
- 脚本：チェーザレ・ザヴァッティーニ、アビー・マン
- 撮影：ロベルト・ジェラルディ
- 編集：マヌエル・デル・カンポ、アドリアーナ・ノヴェッリ
- 原作：ジャン＝ポール・サルトル